# 오지정 (도쿄부)
오지정(일본어: 王子町)은 도쿄부 기타토시마군에 존재했던 정이다. 1908년에 정으로 승격해 탄생하였다. 현재의 도쿄도 기타구 중부에 해당한다.

## 역사
- 1889년 5월 1일 - 시정촌제 시행에 의해 오지촌이 성립하였다.
- 1909년 8월 8일 - 정으로 승격해 오지정이 되었다.
- 1932년 10월 1일 - 도쿄시에 편입되어, 오지정은 이와부치정과 함께 오지구가 되었다.

## 인구
- 1920년　 38,368
- 1925년　 60,086
- 1930년　 89,009

## 교통

### 철도
- 국철
  - 도호쿠 본선
  - 야마노테선
- 오지 전기철도
  - 오지 전기철도선

## 참고문헌
- 北豊島郡誌（編：北豊島郡農会、1918年（大正7年）11月10日発行、1979年（昭和54年）9月25日復刻版発行）
- 板橋区史 通史編 下巻（編：板橋区史編さん調査会、1999年（平成11年）11月30日発行）